# Orden del Gallo
La Orden del Gallo fue una orden militar instituida por Luis el Obstinado hijo de Felipe el Hermoso rey de Francia. 
La orden fue instituida en obsequio y memoria de haberle salvado la vida el valeroso Claudio Polier en la batalla de Courtrai dada en el año 1302. Dio a la Orden las armas de Polier, que eran un gallo en campo de plata, añadiéndolas este mote: Gallus ex periculo eripuit gallum, colocado entre el casco y el eje del escudo y nombró al mismo Polier primer caballero de esta Orden.